# UXGA
UXGA, Ultra eXtended Graphics Array, i praktiken namn på skärmupplösningen 1600×1200. UXGA:s upplösning ger 1 920 000 individuella pixlar, vilket ger ett bildförhållande på 4:3. Detta kan vara fördelaktigt i vissa sammanhang, men sällan hos gemene konsument då de flesta föredrar widescreen.